# Evelino Marcolini
Evelino Marcolini (Verona, 4 giugno 1923 – 10 settembre 2006) è stato un militare e palombaro italiano appartenente alla Xª Flottiglia MAS prima, e a Mariassalto dopo, durante la seconda guerra mondiale.
Per le sue azioni gli venne concessa la Medaglia d'Oro al Valor Militare nel 1945.

## Biografia
Evelino Marcolini nacque a Verona il 4 giugno 1923 e si arruolò volontario nella Regia Marina nel luglio 1940 con la qualifica di elettricista. Frequentò il Corso di specializzazione presso la Scuola C.R.E.M. (Corpo Reali Equipaggi Marittimi) di San Bartolomeo al Mare (Imperia), e ad agosto transitò nella categoria Cannonieri, mentre a dicembre passò a quella di Palombaro.

Nel luglio 1941 Marcolini entrò nelle file della Xª Flottiglia MAS dopo aver frequentato il Corso Sommozzatori ed essere stato promosso sottocapo, quindi si imbarcò, nell'ottobre 1942, sulla corazzata Andrea Doria e fu impiegato nel Gruppo antisommergibili fino all'ottobre 1943.
Al momento dell'armistizio di Cassibile Marcolini decise di restare fedele al re Vittorio Emanuele III partecipando alla guerra di liberazione quale operatore di Mariassalto, venendo promosso sergente nell'aprile 1945. Nella notte del 19 aprile dello stesso anno prese parte, insieme ad altri sommozzatori, tra cui il sottotenente di vascello Nicola Conte, all'azione che portò al danneggiamento della portaerei Aquila nel porto di Genova.

Finita la guerra venne avanzato al grado di secondo capo nell'ottobre 1948, e a causa di problemi fisici, derivati dalla lunga attività subacquea in guerra e in pace per lo sminamento dei porti del Tirreno e dell'Adriatico, fu trasferito nella categoria Portuali, continuando comunque la sua carriera raggiungendo il grado di capitano di corvetta. Nel 1986, dati i suoi 63 anni di vita, venne collocato in ausiliaria con il nuovo grado di capitano di fregata. Ancora nell'ottobre 2002, Marcolini assistette al Varignano (La Spezia), alla manifestazione per il cinquantesimo anno della costituzione del COMSUBIN.

L'ufficiale di marina morì il 10 settembre 2006 e per ricordare la sua figura venne eseguito un funerale di stato.